# Sarah Jessica Parker
Sarah Jessica Parker (Nelsonville, Ohio, 25 de marzo de 1965) es una actriz y productora de cine, teatro y televisión estadounidense.
Saltó a la fama al interpretar el rol de Carrie Bradshaw en la serie televisiva Sex and the City (1998-2004), por la que ganó cuatro Globos de Oro y dos Emmy, entre otros premios. En 2008 volvió al papel que la hizo famosa al formar parte del elenco de Sex and the City. Dos años más tarde en 2010 hizo el desenlace de la serie en la última película Sex and the City 2. En 2023 salió al aire And Just like that, continuación de Sex and the city, donde se continúan abordando temas como estereotipos y relaciones interpersonales.
También es mundialmente conocida por ser un icono de la moda. Además es imagen de sus propias fragancias, Lovely, Covet, Dawn, Endless, Twilight y SJP NYC.

## Biografía
La cuarta de ocho hijos, nacidos dentro del seno de una familia judía. Parker nació en Nelsonville, Ohio y fue criada en Cincinnati y empezó a estudiar y a bailar con el Ballet de Cincinnati cuando tenía ocho años, edad en la que también apareció en un programa de televisión local llamado “The Little Match Girl”.
En 1977, su familia se mudó a Englewood, Nueva Jersey. Continuó sus estudios de ballet con el American Ballet Theatre, lo que le dio la oportunidad de aparecer en obras como “El Cascanueces”.
En 1997 se casó con el actor Matthew Broderick, con el que tiene tres hijos: James (28 de octubre de 2002) y una pareja de gemelas (subrogadas), Marion Loretta y Tabitha (23 de junio de 2009).

## Trayectoria profesional
Parker formó parte de la producción de Broadway The Innocents, dirigida por Harold Pinter y protagonizada por Claire Bloom. En 1978 fue seleccionada para interpretar a la huérfana July en el musical Annie, pasando a interpretar a la protagonista un año después, siendo la actriz de más edad que interpretó el papel en Broadway (14 años), aunque aparentaba menos. Al contrario que otras jóvenes actrices que protagonizaron el mítico musical, Sarah Jessica no destacaba como cantante, pero suplía sus carencias vocales con su talento como actriz. 
Más adelante fue una de las protagonistas de la telecomedia Square Pegs 1982, que duró sólo una temporada, a pesar de las buenas críticas. Siguió en ese papel con apariciones en películas como Footloose, Girls Just Want to Have Fun, L. A. Story y Hocus Pocus. 
Filmes más importantes le siguieron: actuó en Honeymoon in Vegas, película en la que tuvo la oportunidad de demostrar su talento como comediante. Ha tenido papeles en Striking Distance y Ed Wood (1994). En 1995 consiguió un papel estelar en la película Miami Rhapsody. En el año 1996 tuvo papeles en The First Wives Club, If Lucy Fell y Mars Attacks!. En 1999 protagonizó la taquillera Dudley-Do-Right junto a Brendan Fraser, y en 2000 tuvo un papel en el filme de David Mamet State and Main.
Mientras actuaba en las películas, Parker continuó su carrera en el escenario, con el papel principal en la aclamada obra del off-Broadway Sylvia. En Broadway tuvo papeles en How to Succeed in Business Without Really Trying (junto a su esposo Matthew Broderick) y en la nominada a los Premios Tony Once Upon a Mattress.
Parker consiguió el reconocimiento mundial con la exitosa comedia de televisión de la cadena HBO, Sex and the City (1998-2004) (conocida en español como Sexo en Nueva York o Sexo en la ciudad), basada en la novela homónima escrita por Candace Bushnell. Allí compartió escena con Kristin Davis, Kim Cattrall y Cynthia Nixon. Su papel fue el de la escritora Carrie Bradshaw. Su desempeño actoral la hizo acreedora de los premios Emmy y Globo de Oro como "Mejor actriz de una serie de comedia", entre otros.

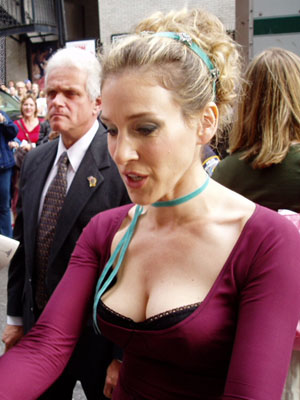
Sarah Jessica Parker en la ciudad de New York, en 2003.

La serie culminó en 2004, tras seis temporadas, siendo las últimas cinco producidas por la propia Parker. Desde ese momento comenzaron a surguir rumores sobre una posible adaptación cinematográfica del programa protagonizado por las mismas actrices. Finalmente la película se estrenó en 2008 con gran éxito de crítica y público. El largometraje, dirigido por Michael Patrick King, recaudó mundialmente 415 millones de dólares estadounidenses. 
En 2010, se estrenó una segunda película inspirada en la popular serie de HBO, titulada Sex and the City 2, la cual también fue protagonizada por Parker, Davis, Cattrall y Nixon, y contó con las apariciones a modo de cameo de Liza Minnelli, Penélope Cruz y Miley Cyrus. Al igual que la anterior entrega de la saga, tuvo una gran aceptación por el público, no así por la crítica.

## Otros proyectos
Tras el fin de la serie, Parker se centró en el cine. En 2005 estrenó La Joya de la Familia, por la que fue nominada al Globo de Oro a la mejor actriz de comedia. En 2006 estrenó el gran éxito de taquilla Novia por contrato.
En 2012 pasó a formar parte del reparto de la cuarta temporada de Glee, siendo invitada especial. Apareció en cuatro capítulos de la serie, donde interpretó a la mentora del personaje principal Kurt Hummel, quién es traído a la vida por el actor Chris Colfer.

## Filmografía

### Cine
| Año  | Título                                 | Papel                            | Notas                                                                                        |
| ---- | -------------------------------------- | -------------------------------- | -------------------------------------------------------------------------------------------- |
| 1983 | Somewhere Tomorrow                     | Lori Anderson                    |                                                                                              |
| 1984 | Footloose                              | Rusty                            |                                                                                              |
| 1984 | Firstborn                              | Lisa                             |                                                                                              |
| 1985 | Girls Just Want to Have Fun            | Janey Glenn                      |                                                                                              |
| 1986 | Flight of the Navigator                | Carolyn McAdams                  |                                                                                              |
| 1991 | L.A. Story                             | SanDeE*                          |                                                                                              |
| 1992 | Honeymoon in Vegas                     | Betsy Nolan / Donna Korman       |                                                                                              |
| 1993 | Striking Distance                      | Jo Christman / Det. Emily Harper |                                                                                              |
| 1993 | Hocus Pocus                            | Sarah Sanderson                  | Vocalista del canto de sirena "Come Little Children", escrito por Brock Walsh y James Horner |
| 1994 | Ed Wood                                | Dolores Fuller                   |                                                                                              |
| 1995 | Miami Rhapsody                         | Gwyn Marcus                      |                                                                                              |
| 1996 | Mars Attacks!                          | Nathalie Lake                    |                                                                                              |
| 1996 | If Lucy Fell                           | Lucy Ackerman                    |                                                                                              |
| 1996 | The First Wives Club                   | Shelly Stewart                   |                                                                                              |
| 1996 | Extreme Measures                       | Jodie Trammel                    |                                                                                              |
| 1997 | 'Til There Was You                     | Francesca Lanfield               |                                                                                              |
| 1999 | Dudley Do-Right                        | Nell Fenwick                     |                                                                                              |
| 2000 | State and Main                         | Claire Wellesley                 |                                                                                              |
| 2002 | Life Without Dick                      | Colleen Gibson                   |                                                                                              |
| 2005 | The Family Stone                       | Meredith Morton                  |                                                                                              |
| 2006 | Strangers with Candy                   | Peggy Callas                     |                                                                                              |
| 2006 | Failure to Launch                      | Paula                            |                                                                                              |
| 2007 | Spinning into Butter                   | Sarah Daniels                    |                                                                                              |
| 2008 | Smart People                           | Janet Hartigan                   |                                                                                              |
| 2008 | Sex and the City                       | Carrie Bradshaw                  |                                                                                              |
| 2009 | Did You Hear About the Morgans?        | Meryl Morgan                     |                                                                                              |
| 2010 | Sex and the City 2                     | Carrie Bradshaw                  |                                                                                              |
| 2011 | I Don't Know How She Does It           | Kate Reddy                       |                                                                                              |
| 2011 | New Year's Eve                         | Kim Cooper                       |                                                                                              |
| 2013 | Escape from Planet Earth               | Kira Supernova (voz)             |                                                                                              |
| 2013 | Lovelace                               | Gloria Steinem                   | Escenas eliminadas                                                                           |
| 2016 | All Roads Lead to Rome                 | Maggie                           |                                                                                              |
| 2018 | Here and Now                           | Vivienne                         | También productora                                                                           |
| 2018 | What She Said: The Art of Pauline Kael | Pauline Kael (voz)               |                                                                                              |
| 2022 | Hocus Pocus 2                          | Sarah Sanderson                  |                                                                                              |

### Televisión
| Año       | Título                               | Papel                   | Notas |
| --------- | ------------------------------------ | ----------------------- | --- |
| 1974      | The Little Match Girl                | La niña de los fósforos | Película de televisión |
| 1980      | 3-2-1 Contact                        | Annie                   | 3 episodios |
| 1982      | My Body, My Child                    | Katy                    | Película de televisión |
| 1982–1983 | Square Pegs                          | Patty Greene            | Papel principal, 20 episodios |
| 1984      | ABC Afterschool Special              | Suzanne Henderson       | Episodio: «The Almost Royal Family» |
| 1986      | Hotel                                | Rachel                  | Episodio: «Hearts Divided» |
| 1987      | The Room Upstairs                    | Mandy Janovic           | Película de televisión |
| 1987–1988 | A Year in the Life                   | Kay Erickson            | Elenco principal, 22 episodios |
| 1988      | Dadah Is Death                       | Rachel Goldman          | Miniserie, 2 partes |
| 1989      | Twist of Fate                        | Miriam                  | Miniserie, 4 partes |
| 1989      | The Ryan White Story                 | Laura                   | Película de televisión |
| 1989      | Life Under Water                     | Amy-Beth                | Película de televisión |
| 1990–1991 | Equal Justice                        | Jo Ann Harris           | Elenco principal, 26 episodios |
| 1992      | In the Best Interest of the Children | Callie Cain             | Película de televisión |
| 1994      | Saturday Night Live                  | Presentadora            | Episodio: «Sarah Jessica Parker/R.E.M.» |
| 1996      | The Sunshine Boys                    | Nancy Davison           | Película de televisión |
| 1999      | Space Ghost Coast to Coast           | Ella misma              | Episodio: «Curling Flower Space» |
| 1998      | Stories from My Childhood            | Narradora (voz)         | Episodio: «Cinderella & The House on Chicken Legs» |
| 1998–2004 | Sex and the City                     | Carrie Bradshaw         | 94 episodios, también productora ejecutiva y narradora. Globo de Oro a la mejor actriz - Comedia o musical (2000–2002, 2004) Primetime Emmy a la mejor serie de comedia Primetime Emmy a la mejor actriz - Serie de comedia Premio del Sindicato de Actores a la mejor actriz de televisión - Comedia Premio del Sindicato de Actores al mejor reparto de televisión - Comedia (2002, 2004) Nominada—Primetime Emmy a la mejor serie de comedia (2002–2004) Nominada—Primetime Emmy a la mejor actriz - Serie de comedia (1999–2003) Nominada—Premio del Sindicato de Actores a la mejor actriz de televisión - Comedia (2000, 2002, 2005) Nominada—Premio del Sindicato de Actores al mejor reparto de televisión - Comedia (2001, 2003, 2005) |
| 2007      | Project Runway                       | Ella misma              | Episodio: «I Started Crying» |
| 2007–2010 | Sesame Street                        | Ella misma              | 2 episodios |
| 2010      | Who Do You Think You Are?            | Ella misma              | Episodio: «Sarah Jessica Parker» |
| 2012–2014 | Glee                                 | Isabelle Wright         | 3 episodios |
| 2015–2019 | Divorce                              | Frances Dufresne        | Papel principal, 24 episodios |
| 2016      | Nightcap                             | Ella misma              | Episode: «Babymaker» |
| 2020-2023 | And Just Like That...                | Carrie Bradshaw         | Elenco principal |

### Teatro
| Año       | Título                                           | Papel                              | Notas                                                                                      |
| --------- | ------------------------------------------------ | ---------------------------------- | ------------------------------------------------------------------------------------------ |
| 1976      | The Innocents                                    | Flora                              | Morosco Theatre - 12 actuaciones                                                           |
| 1977–1983 | Annie                                            | July / Annie (reemplazo)           | Uris Theatre                                                                               |
| 1989–1990 | The Heidi Chronicles                             | Becky / Clara / Denise (reemplazo) | Plymouth Theatre                                                                           |
| 1995–1996 | How to Succeed in Business Without Really Trying | Rosemary Pillkington (reemplazo)   | Richard Rodgers Theatre Nominada—Premio Drama Desk a la mejor actriz en una obra de teatro |
| 1996–1997 | Once Upon a Mattress                             | Princesa Winnifred                 | Broadhurst Theatre                                                                         |

### Como productora
| Año       | Título                             | Rol                                                      | Notas                                                                                       |
| --------- | ---------------------------------- | -------------------------------------------------------- | ------------------------------------------------------------------------------------------- |
| 2002–2004 | Sex and the City                   | Productora, productora ejecutiva, coproductora ejecutiva | 28 episodes (Executive producer) 18 episodes (Co-executive producer) 16 episodes (Producer) |
| 2008      | Sex and the City: The Movie        | Coproductora                                             |                                                                                             |
| 2007      | Spinning Into Butter               | Productora                                               |                                                                                             |
| 2009      | Washingtonienne                    | Productora ejecutiva                                     | Episodio: «Pilot»                                                                           |
| 2010      | Sex and the City 2                 | Productora                                               |                                                                                             |
| 2010      | Work of Art: The Next Great Artist | Productora ejecutiva                                     |                                                                                             |